# Земни кукувици
Земните кукувици (Geococcyx) са род птици от семейство Кукувицови (Cuculidae).
Таксонът е описан за пръв път от германския зоолог Йохан Георг Ваглер през 1831 година.

## Видове
- Geococcyx californianus – Голяма земна кукувица
- Geococcyx velox – Малка земна кукувица